# バルドゥール・フォン・シーラッハ
バルドゥール・ベネディクト・フォン・シーラッハ（Baldur Benedikt von Schirach, 1907年5月9日 - 1974年8月8日）は、ドイツ国の政治家、陸軍軍人。アメリカ系。国民社会主義ドイツ労働者党全国青少年指導者。最終階級は予備役陸軍少尉、突撃隊大将。
国民社会主義ドイツ労働者党（ナチ党）の全国青少年指導者、ヒトラーユーゲント指導者としてドイツの青少年を国民社会主義思想の下に指導、育成した。後にウィーンの総督兼帝国大管区指導者となり、ウィーンのユダヤ人の追放に関与した。戦後ニュルンベルク裁判の被告人の一人となり、ユダヤ人追放の廉で人道に対する罪で有罪となり、禁固20年の刑に処せられた。

## 生涯

### 生い立ち

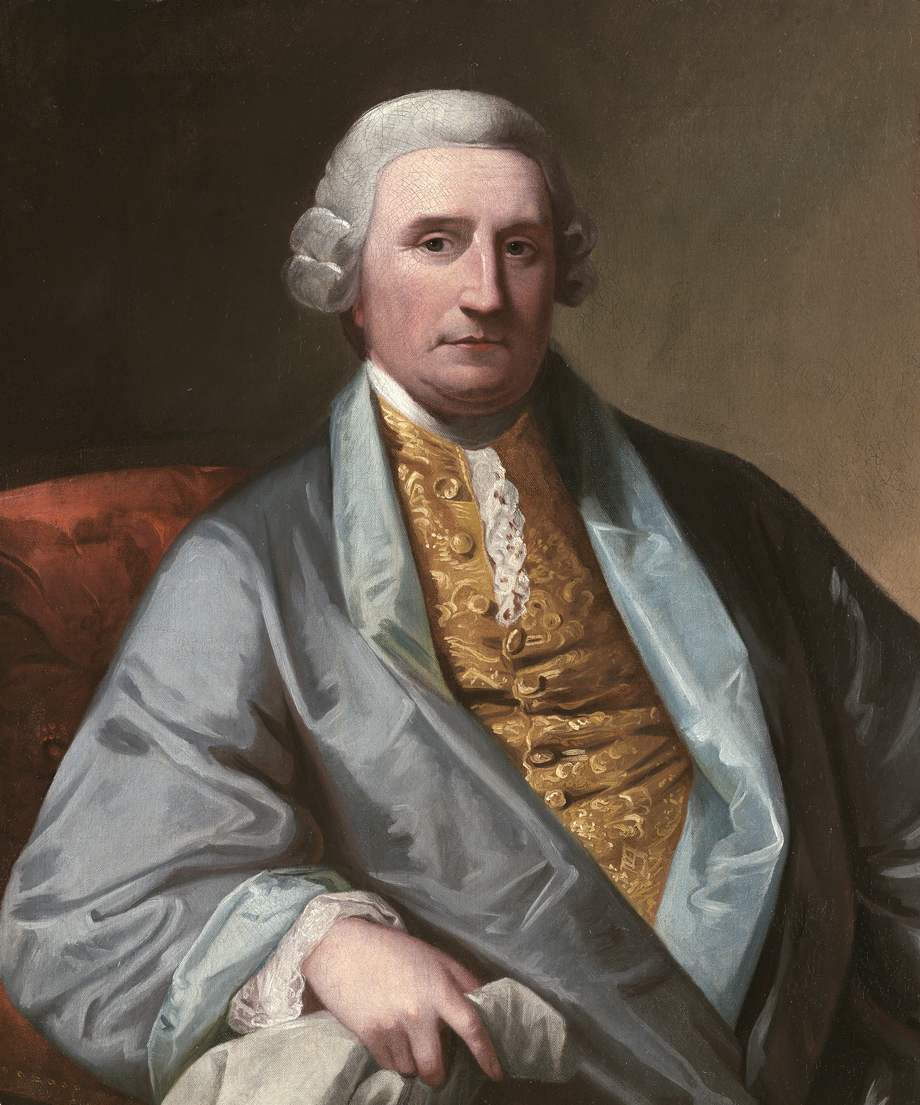
シーラッハの先祖の一人であるアメリカ独立宣言調印者ヘンリー・ミドルトン(1717-1784)

1907年5月9日に帝政ドイツ領邦プロイセン王国首都ベルリンに生まれる。父はアメリカ系ドイツ人でプロイセン近衛胸甲騎兵連隊将校カール・フォン・シーラッハ(英語版)。母はアメリカ人のエマ・ミドルトン(Emma Middleton)。
シーラッハは、ナチ党幹部には珍しく、裕福な貴族の出であった。父カールのシーラッハ家はオーストリア女王マリア・テレジアの時代に文芸分野の功績で貴族の称号を賜った家柄であった。母エマはアメリカ・フィラデルフィア出身で、シーラッハ家以上に裕福な家の女性だった。母の祖先にはアメリカ独立宣言に調印した先祖が二人いる。母エマはシーラッハ家に嫁いだ後もドイツ語を話したがらず、英語で通した。アメリカ人の血を引く父カールも英語が話せたので、シーラッハ家の日常会話は英語だった。シーラッハ家の五人の子供も英語で育てられた。そのためシーラッハはドイツ語以上に英語が堪能だった。
父は1908年に軍を退役し、ヴァイマルの宮廷劇場の支配人に任じられた。そのためシーラッハ一家はヴァイマルへ引っ越した。シーラッハも幼少期音楽をたしなみながら育つこととなった。子供の頃から詩を書いたり、バイオリンの練習にいそしんだ。
アメリカ人の血を強く引き、アメリカ文化の影響も強く受けているためか、シーラッハ家はプロイセン貴族にありがちな権威主義教育を好まず、自由放任主義的なのびのびした教育の気風を持っていた。1917年にバート・ベルカ(de)の寄宿学校に入学。この学校は改革教育学者ヘルマン・リーツの理念に根ざしており、大都市が持つ「退廃的な影響」から青少年を遠ざけ、自主性や自立性を育てるのを教育目標としていた。教師と子供はお互い「キミ（du）」で呼び合い、「若者は若者によって指導される」という理念の下、年長の生徒は年下の生徒を指導していた。この寄宿学校の理念はシーラッハのヒトラーユーゲント指導に強く影響を及ぼしたという。

### 第一次大戦後
シーラッハが11歳の頃（1918年）、第一次世界大戦において帝政ドイツが敗戦。さらに大戦末期のドイツ革命により帝政は崩壊し、共和制へと移行した。宮廷劇場も閉鎖され、父は失業した。またドイツ皇室に心酔していた兄カールは絶望して自殺した。弟のシーラッハも自殺こそしなかったが、帝政の後を受けたヴァイマル共和政に対する激しい憎しみを募らせながら育った。ただ、他の家庭と違い、シーラッハ家は十分な財産があったので、経済状況がどん底に墜ちるまでには至らなかった。シーラッハは、ベルカの寄宿学校からヴァイマルの自宅に戻り、そこで勉学を続けた。17歳の頃（1924年）には、青少年国粋団体「クナーベンシャフト（男子団程度の意味）」に所属。またヘンリー・フォードのユダヤ陰謀論的著作『国際ユダヤ人』をこの頃に読み、反ユダヤ主義に洗脳されてしまったという。シーラッハは後に「あの本に出会ってしまったことが私の破滅のもとだった」と語っている。

### ナチ党入党、党の学生指導者に
1925年3月22日、ヴァイマルで国家社会主義ドイツ労働者党（ナチ党）の党首アドルフ・ヒトラーが演説を行った際、シーラッハは上述の「クナーベンシャフト」メンバーとしてその集会場の警備をしていた。ヒトラーの演説を聞き、ヴェルサイユ条約打破を熱く語る姿勢に共感を覚えた。演説後、ヒトラーに個人的に紹介される機会を得た。ヒトラーとシーラッハは、手を握り合い、見つめあった。感激したシーラッハは完全にヒトラーの崇拝者となった。1925年5月9日に18歳になると同時にナチ党に入党した。1925年7月にヒトラーの『我が闘争』の第一巻が出版されると彼は暗記するほどに読み込んだという。
ヴァイマルのギムナジウムを出た後、両親はその後の進路をシーラッハに任せた。ヒトラーから「私のいるミュンヘンに来てくれ。我々には君のような人材が必要だ｣と誘われたシーラッハは、1927年にミュンヘンへ移住した。父親のコネでミュンヘンでも上流階級のサロンに出入りを許された。またヒトラーの勧めでミュンヘン大学に入学し、英文学、美術史、エジプト学などを学んだ。シーラッハは1928年夏にアメリカ・ニューヨークを訪問し、叔父アルフレッド・ノリスから彼の経営する銀行で働かないかと勧められているが、拒否している。アメリカ人の母エマも息子にアメリカで働いてほしがっていたが、シーラッハの意思は変わらなかった。彼のヒトラーへの忠誠はすでに揺るぎないものになっていたのだった。
ミュンヘン大学でシーラッハはわずかな期間で精力的に支持者を集め、まもなくミュンヘンの学生グループのリーダーとなった。ナチス学生組合指導者ヴィルヘルム・テンペルとの権力闘争にも勝利し、1928年7月20日には選挙によってナチ党学生連盟指導者に選ばれた。しかし「ヒトラーユーゲント」は彼の指揮下になく、ヒトラーユーゲント団長クルト・グルーバーと権力争いをするようになった。グルーバーは、ヒトラーやヨーゼフ・ゲッベルスなど党幹部から無能と見なされ、ついには失脚した。一方シーラッハはナチスを支持する学生を順調に増やし、ヒトラーからますます高い評価を得るようになっていた。
1931年10月30日にナチ党全国青少年指導者(Reichsjugendführer der NSDAP)に任命された。この時点でも「ヒトラーユーゲント」は指揮下になく、ユーゲントはアドリアン・フォン・レンテルンが指導していた。1932年3月31日には党専属写真家ハインリヒ・ホフマンの娘ヘンリエッテ（愛称ヘニー）（1913-1992)と結婚した。ヒトラーとエルンスト・レームが結婚立会人を務めている。
1932年1月24日にはベルリンでヘルベルト・ノルクスという15歳のナチ党員がナチ党のポスターを貼っていた際に共産主義者に刺殺される事件が発生した。シーラッハとゲッベルスはただちにこの少年の英雄化を行った。シーラッハはノルクスの墓参りを毎年欠かさずに行った。

### ヒトラーユーゲント指導者

#### ナチ党野党時代
レンテルンを失脚させたのち、1932年6月に代わってヒトラーユーゲント全国指導者に任命された。1932年7月31日の国会選挙で国会議員に当選した。
1932年10月1日にポツダムで大規模な「全国青少年集会」(Reichsjugendtag)を開催した。ヒトラーユーゲントは本人か父親が失業者であることが多かったので、旅費を捻出できず、党集会への集まりが悪いことで知られていたが、この集会の参加者数は5万人から7万人といわれる（1929年党大会時に集合したユーゲント数はわずかに2000人だった）。ヒトラーはベルリンのゲッベルス邸で待機し、集まりが良かった場合にのみ出席する予定となっていた（この頃のヒトラーは、ヒンデンブルク大統領から首相就任要請を待つ難しい時期だったので、あまりみすぼらしい集会に参加して政敵に笑い者にされるのを嫌がっていた）。集まりがいいことを知ったヒトラーはポツダムへ駆けつけ、夜にこの集会に参加した。シーラッハがヒトラーに｢総統、ここにいるのは皆、貴方の青少年たちです。愛と信念に支えられた政治集会を貴方に捧げるために集まったのです。これほどの集会を若者から贈られた人物は、他に誰がいるでしょう｣と述べると、会場の若者たちから歓声が上がり、ヒトラーの目から涙がこぼれたという。翌10月2日には若者たちはヒトラーの前で7時間にも及ぶ大行進を行った。このポツダムでの集会の成功でヒトラーはシーラッハに絶大な信任を寄せるようになった。彼はシーラッハに「君はとてつもなく大きな仕事を果たしてくれた。これほどの規模の青少年の集会がベルリンの目と鼻の先であったとなれば、政府も黙殺できないだろう」と述べた。

#### ナチ党政権掌握後

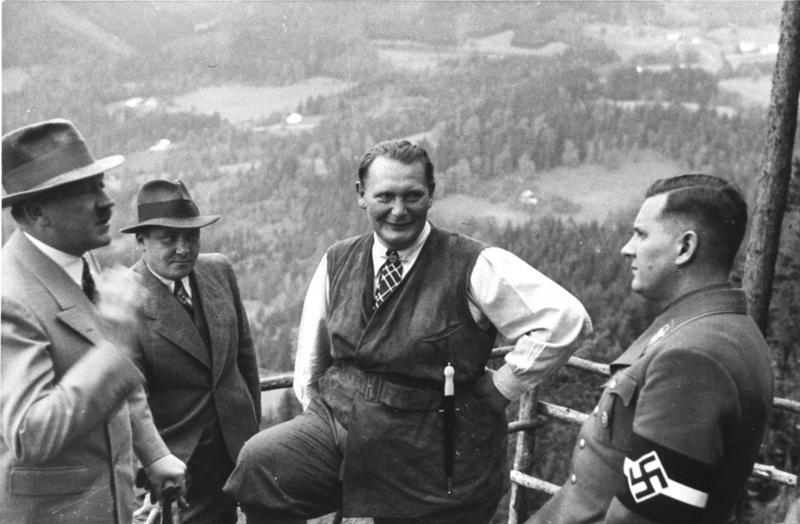
1936年、オーバーザルツベルクのヒトラーの別荘「ベルクホーフ」。左からヒトラー、ボルマン、ゲーリング、シーラッハ。

1933年1月30日にヒトラー内閣が発足。多くの党機関は当面ミュンヘンに留まっていたが、シーラッハの全国青少年指導部はただちにベルリンの帝国首相府へ移されている。1933年4月5日にはユーゲント団員50名を使って「ドイツ青少年連合全国委員会」（Reichsausschuß der deutschen Jugendverbände）本部を占拠した。1933年6月17日にはドイツ国青少年指導者に任じられ、「ナチ党全国青少年指導者兼ドイツ国青少年指導者」となった。
ナチ党の｢一元化｣政策の下、ヒトラーユーゲント以外のドイツの様々な青少年組織を次々と統合、あるいは解散させ、ドイツ青少年のヒトラーユーゲントへの一元化を目指した。特に共産主義者とユダヤ人の青少年組織は徹底的に滅ぼされた。またハインリヒ・ヒムラーら党の有力者からも後援を受けていた「大ドイツ連盟」のようなヒトラーと連立関係にあった保守系青少年団体も解散に追い込まれている。プロテスタント系青少年組織もすぐに片付いた。ルター派プロテスタント全国教会総監督ルートヴィヒ・ミュラー（de:Ludwig Müller (Theologe)）とシーラッハの協定により、1933年末にはヒトラーユーゲントに引き渡されている。一方、カトリック系の青少年組織は、1933年7月20日にヒトラーとローマ教皇庁の間で結ばれた「政教協約（コンコルダート）」もあって、手を出すのは難しい存在だった。カトリック系青年団体は、1935年のザールラント返還後ぐらいから理由をつけて少しずつ解散に追い込まれ、1939年になってようやく全て解散された。
ナチ党の政権掌握以降、ヒトラーユーゲントへの加入者は激増した。1933年末には10歳から18歳までの青少年230万人がヒトラーユーゲントに加盟している。これはヒトラーが政権掌握した直後（ユーゲント団員数はせいぜい11万人ほどだった）に比べると20倍の団員増加である。そして「ヒトラーユーゲント法」導入後の1936年末には600万人以上の団員数となった。

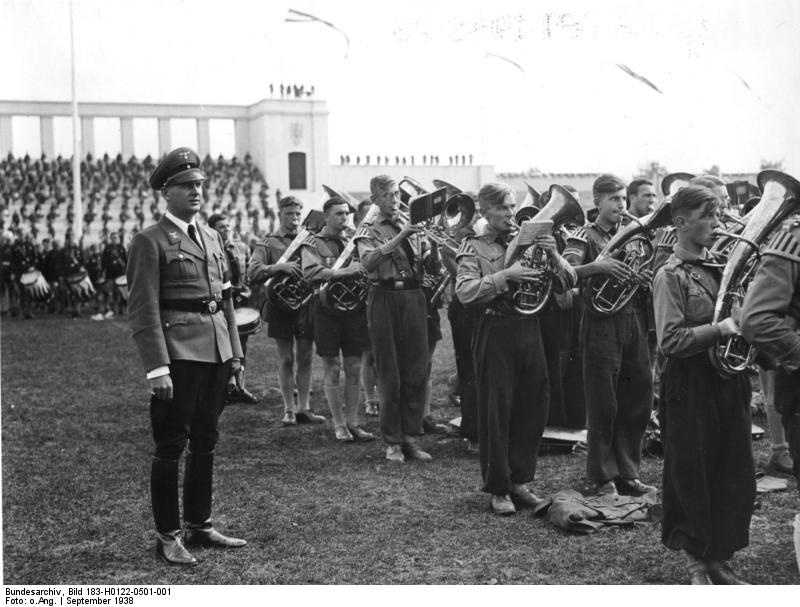
党大会におけるヒトラーユーゲント演奏会のゲネプロを見守るシーラッハ。1938年9月、ニュルンベルクにて。

シーラッハは全てのドイツの青少年を監督下に置き、さらにその教育を掌握しようと奔走した。彼はそのために「ヒトラーユーゲント法」を起草した。教育相ベルンハルト・ルストは「学校教育がすみに追いやられてしまう」としてこれに猛反対したが、1936年12月1日にヒトラーは「ヒトラーユーゲント法」に署名して公布した。この法律により、それまでナチ党の私的な組織だったヒトラーユーゲントは公式に国家機関となり、それ以外の青少年組織は禁止された。そして10歳から18歳までの青少年が強制加入させられ、ヒトラーユーゲントは、第三帝国の青少年組織の総称となった。ただし実際にヒトラーユーゲントへの加入が義務化されたのは1939年3月25日からだった。
シーラッハが教育への進出を強める中、他の党幹部、特に教育相ルストと対立を深めた。また1937年2月に国防軍最高司令部はエルヴィン・ロンメル中佐（当時）をシーラッハの全国青少年指導部との交渉役に任じ、青少年の軍事予備教育は軍に任せるよう、たびたびシーラッハに圧力をかけるようになった。
シーラッハは反ユダヤ主義者だったし、ユーゲントの子供たちにも反ユダヤ主義教育を施していたが、それは狂信的というほどのレベルではなかったという。反ユダヤ主義が暴力など極端な形で現れた時には、上流階級出身のシーラッハの道徳心がそれに反発したのだった。1938年11月9日に発生した「水晶の夜」での野蛮な反ユダヤ主義暴動にはかなり辟易したようで、一部のユーゲント団員の参加を聞いたシーラッハは、ユーゲント団員に対して「このような犯罪的行為には参加してはならない」と命令を下している。ただしシーラッハにはユダヤ人を助けようという行動も見られない。彼はヒトラーを全面的に信じており、こうした反ユダヤ主義暴力行為を聞いても「理念から少々はみだしてしまった行為」程度にしか思わなかったという。

### 陸軍入隊
1939年9月1日、ドイツ国防軍のポーランド侵攻で第二次世界大戦が開戦する。ユーゲントの指導者であるシーラッハは周囲から、ドイツの青少年の模範として従軍することを求められるようになった。そこでシーラッハはユーゲント指導者を休職して国防軍に従軍することの志願届をヒトラーに提出し、ヒトラーは1939年11月末にこれを許可した。シーラッハはベルリン郊外のデベリッツで新兵として4ヶ月間訓練を受けた。しかし訓練は特別扱いで彼専用の教官や宿所をあてがわれていた。
ドイツ陸軍エリート部隊「大ドイツ連隊」に配属され、はじめ伝令、のちに機関銃小隊の伍長となり、セダン、ソンム川、ダンケルク攻撃などに動員された。少尉に昇進し、二級鉄十字章と白兵戦章を受章した。ドイツ軍はイギリス軍とフランス軍を下し、1940年6月20日にドイツとフランスは休戦協定に署名した。1940年6月末にシーラッハ少尉はヒトラーのいる総司令部に招集された。ヒトラーは「君が無事に帰還してくれてうれしい」と述べるとともに「総督兼大管区指導者としてウィーンに行ってもらいたい」と命じた。シーラッハの軍歴はこれとともに終わった。

### ウィーン大管区指導者
1940年8月8日に、シーラッハは正式にウィーンの総督、大管区指導者（Gauleiter）に任命された。シーラッハは、この時すでに33歳になっていた。「若者は若者によって指導される」という彼が定めたユーゲントの原則の下、全国青少年指導者とユーゲント指導者職を27歳のアルトゥール・アクスマンに譲った。ただしシーラッハは「ユーゲント教育のためのナチ党全国指導者」に就任して、ユーゲントへの一定の影響力を残した。
彼はバルハウス広場の宮殿からウィーン総督兼大管区指導者の執務を行った。かつてウィーン会議が行われた部屋を自らの執務室にしている。彼は戦時でもウィーンを芸術の都として存続させようと努力した。名だたる芸術家を次々とウィーンに招き、オペラや演劇の上演を振興した。しかし芸術展にナチスが「退廃芸術」に指定していた作品を展示させたり、ロシア人のチャイコフスキーの曲の演奏を許可したり、同じくロシア人のチェーホフやイギリス人のシェークスピアの作品の上演を許可するなどして他のナチ党幹部から反発を買った。
1942年には、イタリア・スペイン・フラマン・ワロン・デンマーク・オランダ・フランス・ノルウェー・フィンランド・ブルガリア・ルーマニア・スロバキア・ハンガリーなどドイツ友好国・衛星国・占領地などの代表団を招いて「ヨーロッパ青少年会議」をウィーンで開催した。ここで「ヨーロッパユーゲント連盟」の設立を決議した。この会議も他のナチ党指導者から反発を買う。ゲッベルスは日記上で「兵士が前線で戦っているというのに、ウィーンでは会議が踊っている」と批判している。
ウィーンでは同市のゲシュタポ司令官フランツ・ヨーゼフ・フーバーを中心にユダヤ人のポーランド移送が行われていた。大管区指導者として彼はそれを容認していたことに責任を負う。1941年10月の時点でウィーンには5万1000人のユダヤ人がいたが、1942年10月半ばまで続く移送でユダヤ人の数は8,000人足らずにまで減らされたという。
後任の青少年全国指導者アルトゥール・アクスマンはヒトラーユーゲントを軍事化して戦火に巻き込むようになった。これはヒトラーユーゲントを大事に育ててきたシーラッハにとって我慢ならぬ事態であった。シーラッハはヒトラーユーゲントの戦時体制導入に大反対の立場だった。
1944年9月19日、アメリカ軍による最初のウィーン大空襲があった。その後も空襲が続き、美しかったウィーンの街はすっかり荒廃してしまった。シーラッハはウィーン無防備都市宣言の許可をヒトラーから得ようとしたが、ヒトラーに却下されている。彼は妻と子供たちをバイエルン州の別荘に疎開させた。
ソ連軍の接近により、シーラッハ自身も1945年4月6日にウィーンから逃れている。

### 逮捕
副官とともにオーストリア・インスブルック郊外シュヴァーツで「リヒャルト・ファルク」という偽名で潜伏生活を送った。シーラッハはウィーンの戦闘で死亡したという噂が流れていたため、連合国はシーラッハの捜索をしなかった。しかし結局、シーラッハは、6月4日にアメリカ軍に投降した。インスブルック郊外のルム収容所に収容された後、1945年9月10日にニュルンベルク裁判にかけるためにニュルンベルクへ移送された。シーラッハはニュルンベルク裁判で訴追された被告人の中で最も若かった。

### ニュルンベルク裁判

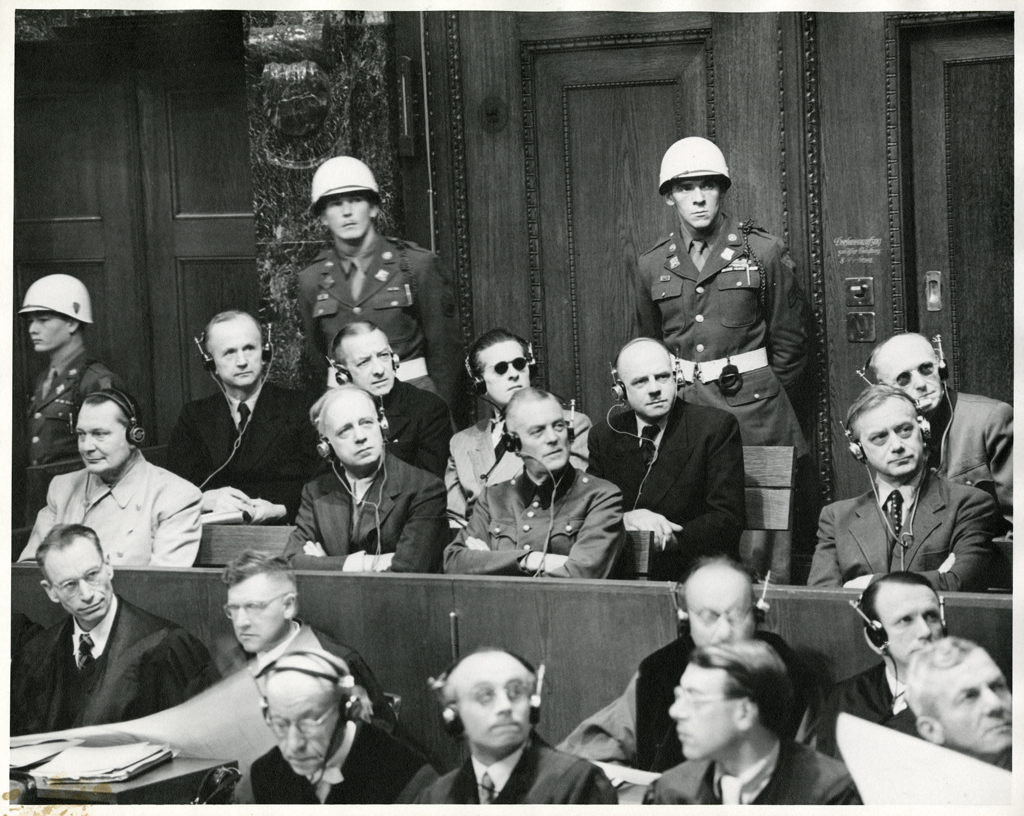
1945年11月22日、ニュルンベルク裁判。後列左から三人目のサングラスの人物がシーラッハ。

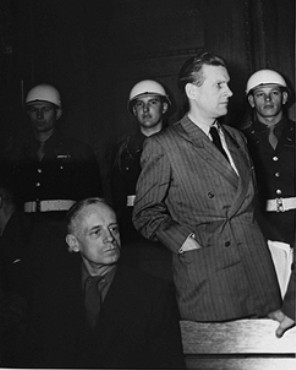
ニュルンベルク裁判でのシーラッハ（立っている人物）。手前に座っているのはリッベントロップ。

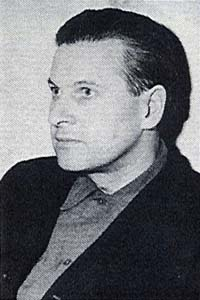
1946年、ニュルンベルク刑務所の独房のシーラッハ。

ニュルンベルク裁判においてシーラッハは、ドイツ全国青少年指導者としての行為から第一訴因「侵略戦争の共同謀議」、ウィーン大管区指導者としてウィーン・ユダヤ人を追放した行為から第四訴因「人道に対する罪」で起訴された。法廷での席は後列左から3番目だった（左隣はレーダー、右隣はザウケル）。
シーラッハは裁判で「ヒトラーは虐殺者」「アウシュヴィッツは史上最悪の大量殺戮」と認めた。一方で自分自身については「ユダヤ人の移送は承認したが、ジェノサイドについては全く知らなかった」と主張した。
妻ヘンリエッテは1946年春に女性収容所から釈放されて、夫のための証人や証拠探しに駆け回り、頻繁にニュルンベルクを訪れた。判決を前に妻ヘンリエッテはアメリカ首席判事フランシス・ビドルに宛てて「私どもの子供はアメリカが大好きです。子供たちにとっては祖母の国です。ディズニー映画やアイスクリームという楽しいイメージがあります。アメリカの国旗や歴史にも、ドイツと同じほどに親しみがあります。そのアメリカが、貴方達のお父さんを、最も忌まわしい方法で死なせたのよ、などと教えなければならないのでしょうか」と英語で書いた。これが功を奏したのか、イギリス判事サー・ジェフリー・ローレンスとソ連判事イオナ・ニキチェンコがシーラッハの死刑を主張する中、アメリカ判事ビドルは死刑に反対するフランス判事アンリ・ドヌデュー・ド・ヴァーブルの立場を支持し、結果、シーラッハは死刑を免れることとなった。
1946年10月1日、他の被告人達とともにシーラッハの判決が読み上げられた。法廷はシーラッハについて「彼はユダヤ人移送計画の立案者ではないが、ユダヤ人が望めるのは、運が良くても東部のゲットーで悲惨な生存が許されるだけだということを知りながら、その移送に加担していた」とし、第四訴因「人道に対する罪」で有罪とした。一方、全国青少年指導者だった時期に関する第一訴因「侵略戦争の共同謀議」については無罪だった。
その後シーラッハは個別に言い渡される量刑判決で禁固20年の判決を受けた。彼は死刑判決を免れた10人の被告の一人だった。証人用宿所のラジオの側で判決の実況を聞いていた妻ヘンリエッテはこの判決を聞いて「生きられるのよ！死ななくてすむなら何でもいいわ！」と叫んで大喜びしたという。

### シュパンダウ刑務所

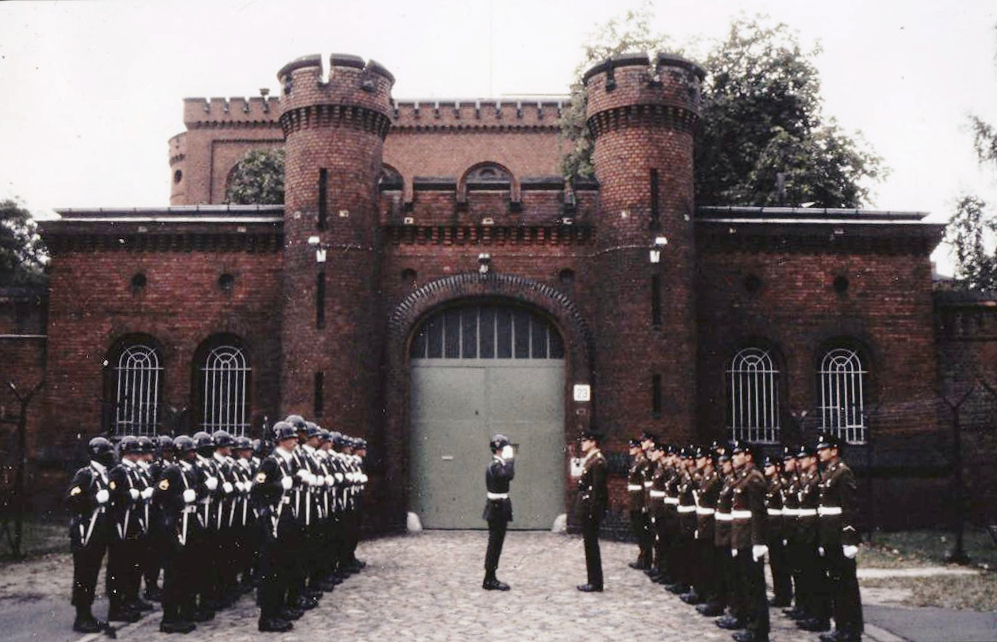
シーラッハが1947年から1966年まで服役したシュパンダウ刑務所の正面。写真はアメリカ軍からイギリス軍への交替式。同刑務所では連合国4カ国が月ごとに交替で看守を出した。イギリスは1月・5月・9月、フランスは2月・6月・10月、ソ連は3月・7月・11月、アメリカは4月・8月・12月を担当した。

シーラッハ含む禁固刑を受けた7人の戦犯たちはしばらくニュルンベルク刑務所で服役を続けていたが、1947年7月18日にDC-3機でベルリンへ移送され、護送車でシュパンダウ刑務所に送られてそこに投獄された。シーラッハの囚人番号は1番だった。
刑務所内ではシーラッハはフンクと仲が良く、シュペーアやヘスとはほとんど没交渉だったが、刑務所内が彼の他にこの二人だけになってしまうと二人に歩み寄るようになったという。
刑務所のアメリカ管理官ユージン・バード大佐によると刑務所の中でシーラッハは傲慢でおしゃべりだったという。彼はバード大佐に「私は今まで尊敬できる人物にあったことがない。ヒトラーも含めてね」「今日はヒトラーの暗殺未遂事件記念日だが、ヘマをするのは陸軍の専門だ。実に立派な陸軍だ！爆弾入りの鞄を置くなんて臆病なやり方は聞いたことがないよ。そのおかげで何千人という人々が死に追いやられた。一番勇敢な方法と言ったらヒトラーの頭にピストルを突き付けることだったろうに」「一つお聞かせしよう。私は総統の『信頼すべき人物』のリストに載っていた。彼の部屋に入るときには、みな身体検査されたが、私はそんなことをされない人間の一人だった。だから私はピストルを忍ばせて、それを使うこともできたんだよ！」と語っていたという。
1965年1月25日に網膜剥離で失明に近い状態になって倒れた。アメリカ・イギリス・フランスは病院へ搬送して目の手術することを求めたが、ソビエト連邦がそれに強硬に反対した。他の国に「人道的になれ」と言われてもソ連は一切聞き入れなかった。そのためシーラッハは将来的に盲目になることを覚悟し、「後1年で釈放だから、私が家に戻って周囲になじむまで視力が残っているといいのだが。寝室や階段や家具になじむのに三週間は必要だろう。盲目になる前までにやりたいことは孫たちに会うことだけだ」と述べた。アメリカの粘り強い交渉の末、ついにソ連が折れて、5月22日になってシーラッハは刑務所外の病院で手術できた。このおかげでシーラッハは盲目にならずにすんだ。その後、手術した医師が刑務所に診察に訪れた際、シーラッハはその医師の手を握って「私の目を治してくれてありがとう」と礼を言ったが、囚人が他の人と握手するのは規則で禁じられており彼は懲罰を受けた。彼は「目を治してくれた人にお礼も言えないのか」と不満を述べた。
一方妻ヘンリエッテは夫の服役中、一人で様々な仕事をして生計を立てて、子供たちを育てた。1950年11月初めにシーラッハとヘンリエッテは離婚している。しかしヘンリエッテはその後も元夫シーラッハのために減刑嘆願を行った。結局減刑はなく、シーラッハは1966年10月にシュペーアとともに刑期満了で釈放された。

### 晩年
シーラッハは獄中にいた頃から離婚やアメリカ人の母からの莫大な遺産が米政府によって封鎖されたままである件などで西ドイツ・マスコミの話題を集めている人だったので、釈放後もマスコミの彼への関心は高かった。しかしシーラッハは記者会見を断り、三人の息子とともにバイエルンへ帰った。西ドイツ政府は「シュペーアとフォン・シーラッハの釈放については承知・確認しているが、政治的見解を政府が特別に表明しなければならない謂われはない。ただ我々は人道的見地から罹患囚人の拘留環境緩和ないし刑期未満了釈放に努めてきた」と声明した。
刑務所の中で書いた『私はヒトラーを信じた（Ich Glaubte an Hitler）』を1967年に出版した。その中で彼は「ヒトラーが自分をはじめ若い世代を虜にしてしまった」「ナチズムの再生はあってはならない。ナチス再生信仰を破壊することが自分の責務」「強制収容所を阻止するためもっと行動すべきところを、何の手も打たなかったのは歴史の前に恥じるばかり」と自責の念を漏らしている。
1974年8月8日にクレフ（Kröv）のホテルで就寝中にそのまま死去した。

## 人物
- ニュルンベルク刑務所付心理分析官グスタフ・ギルバート大尉が、開廷前に被告人全員に対して行ったウェクスラー・ベルビュー成人知能検査によると、シーラッハの知能指数は130であった[69]。
- 裁判中に精神医学者レオン・ゴールデンソーンから受けたインタビューの中でユダヤ人虐殺が起こった原因について次のように述べた。
- 「ドイツ人の気質には攻撃に傾きがちな何かがある」
- 「ドイツ人は何事によらず改良に改良を重ねたがる」
- 「理想主義というより完全主義と言った方がいいかもしれない」
- 「最初のうち過大視はなかった。たしかに多少の反ユダヤ主義やスラブ諸国劣等視の宣伝はあった。それはユダヤ人に権力を与えまいとする政策として始まった。しかしドイツ人はシュトライヒャーのように極端に走ってしまった。そのシュトライヒャーでさえ、10年後に言うことを10年前には言わなかった。やがてヒムラーとヒトラーはユダヤ人を絶滅させねばならないと言ったが、完全主義と過大視を好むドイツ人気質によって、それは文字通りに受け止められた」
- 「状況がドイツと同じならどこの国でも起こりえただろう。つまり、敗戦、ヴェルサイユ条約のような厳しい条約、失業問題、劣悪な住宅事情、食糧不足といった状況だ」[70]
- ウィーン大管区指導者としてユダヤ人追放を行ったことについては次のように述べた。
- 「問題は私の考えが甘かったことだ。1938年以来私はヨーロッパ中のユダヤ人をゲッベルス博士と彼の強襲から遠ざけておくことが最善の策だと考えた。ユダヤ人をポーランドに送りだせば、彼らはそこで人並みに暮らせるようになるのだから、これは妙案だと私は思った。少なくとも、何が起こるか分からないドイツに置いておくよりはマシだと思ったのだ」
- 「私に言わせればオーストリア・ナチ党員の方が過激だった。急進主義的な彼らがいつも指摘したのは、私がユダヤ人問題に消極的な態度をとっているという点だった。そんなわけで私はユダヤ人をウィーンから移送するというヒトラーのアイディアは理にかなっていると思った。過激派は終始反ユダヤ暴動を起こすのだから」
- 「自分が5万人から6万人のウィーンのユダヤ人を立ち退かせた結果として人命が失われたかと思うと辛くて仕方ない。実のところ、彼らを立ち退かせたことには罪悪感はないのだが、演説のおかげであのような卑劣な犯罪（ユダヤ人絶滅政策）に手を染めたと思われるようになってしまった。今では人々を強制移送することは方法や理由のいかんに問わず言語道断だと思っている」[71]。
- ヒトラーユーゲントについては次のように語った。
- 「私はあらゆる階級の青少年が共に学べる場をつくろうとした。それは貴族階級の子供だけでなく、労働者階級の子供もいる青少年国家だ。したがって最高指導部は青少年の生活に関心を持つ全ての省庁に代表者を送り込むことができた。我々は全ての青年に年18日の休暇を与えようと奮闘し、成果を上げた。これらの目標を達成できたのはひとえに若者の力のおかげだ。全ての立法機関には若者自身のコミュニティからやって来て青少年問題に取り組む者がいたからだ。このようなことはナチ党やナチズムが批判され、ヒトラーユーゲントがナチズムの手先としか看做されない時代にあっては正当に評価してもらえないだろう。しかし何年か経って世界が落ち着きを取り戻せば、私の計画にはプラスの面もあったことを認めてもらえるはずだ」
- 「私の計画が国家主義を連想させるのは、それがあの当時の青少年運動だったからだ。この運動を発展させるには国家社会主義の力を借りるより他になかった」
- 「自己統率や克己心という理念（全ての少年が自分に責任を持ち、自分のささやかな仕事に責任を持つこと）と青少年国家の建設。それらの理念は発展途上とはいえ非常に重要な物ばかりだった。ナチ党の青年運動はナチ党の添え物にすぎなかったなどと言われたくはない。仮にそう言ったところで国民は認めないだろう。彼ら、特に労働者階級の人々は何かを得たわけだし、そうでなければ私の計画をあれほど熱狂的に受け入れはしなかっただろう。労働者階級は自分たちに出世の可能性があることを悟ったのだ」「我々はいつもありとあらゆる関心ごとについて語りあったものだ。私は組織の運営上やむをえない場合を除き、命令を下さなかった。工場の取締役会のようなものだった。我々は座って雑談したり、意見を出し合ったりするが、最終的には最高責任者が仕事の方針や段取りを伝えるというわけだ」[72]。

## 関連作品
シーラッハの詩に曲をつけた、ヘルベルト・ミュンツェル(Herbert Müntzel)作曲のツィクルス「被迫害者の旗(Die Fahne der Verfolgten）」がある。この曲について哲学者のテオドール・アドルノはナチ全国青年指導部(Reichsleitung)広報誌月刊ムジーク1934年6月号で「自覚的に国民社会主義的な特徴」があるとして賞賛した。